# 딸보도마뱀붙이속
딸보도마뱀붙이속(Gonatodes)은 땅딸이도마뱀붙이과에 속한, 난쟁이 도마뱀붙이류의 일속이다.

## 상세
딸보도마뱀붙이속의 대부분의 종은 주행성이고, 수목성(en:Arboreal locomotion)이며, 성적 이색성을 띄며, 성체의 체장(주둥이-항문 길이)은 28 - 65 mm 에 달한다.

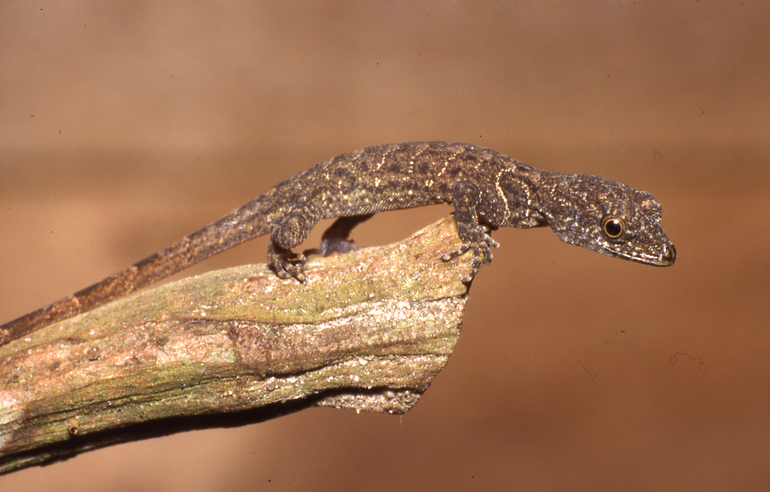
트리니다드도마뱀붙이(Gonatodes humeralis)
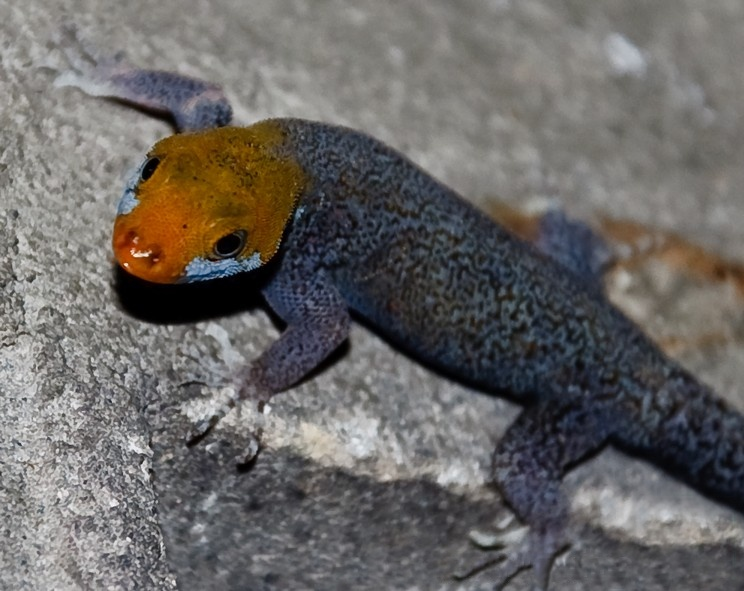
노랑머리도마뱀붙이(Gonatodes albogularis)
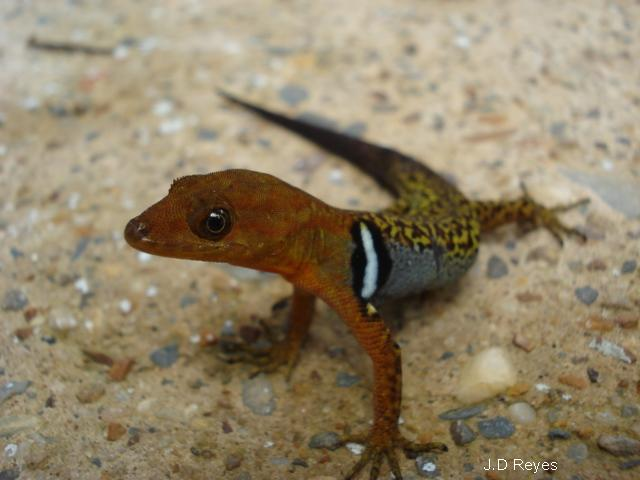
오샤너시도마뱀붙이(Gonatodes concinnatus), 콜롬비아
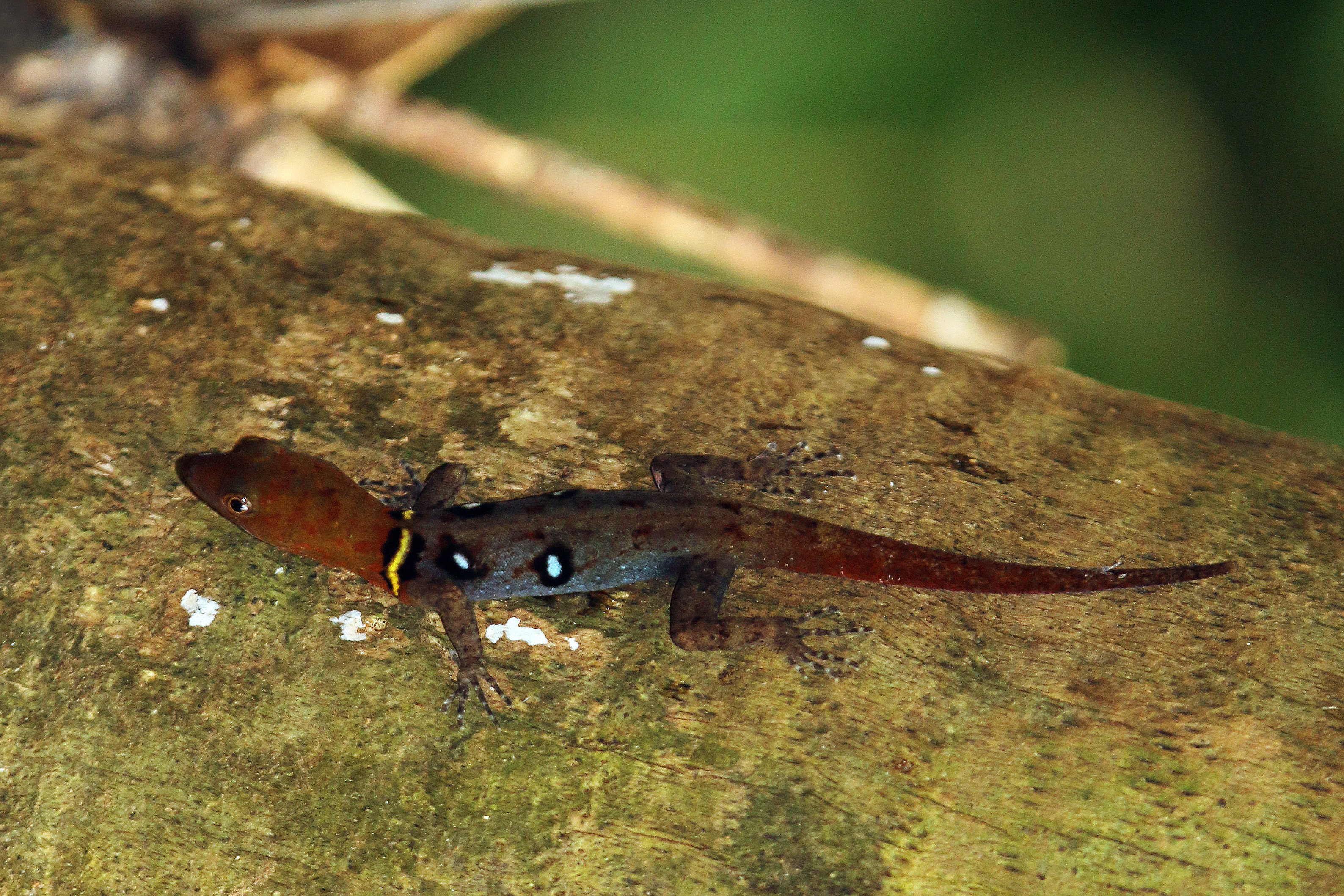
눈알무늬도마뱀붙이(Gonatodes ocellatus) 수컷, 소토바고(en:Little Tobago)
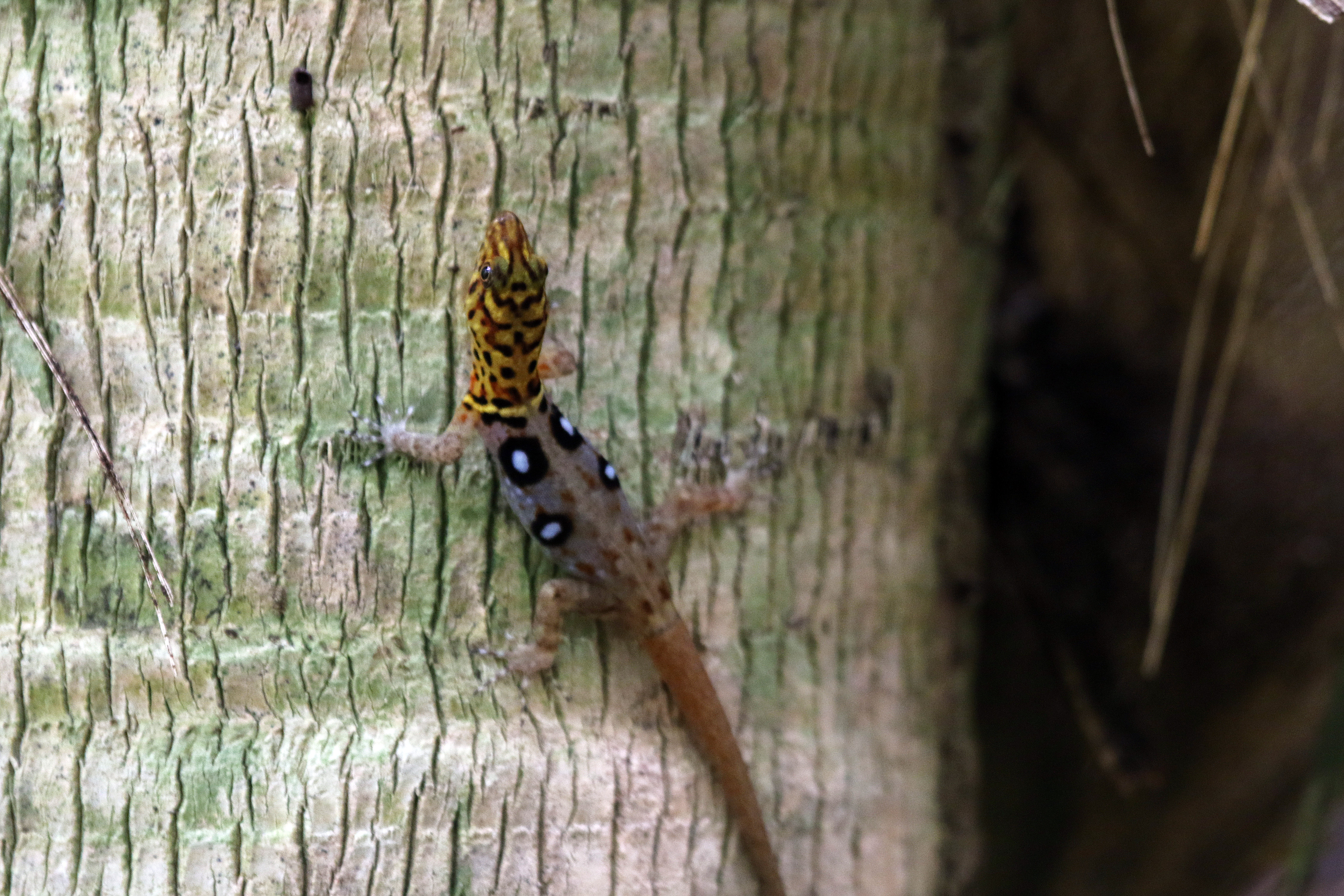
눈알무늬도마뱀붙이 수컷, 소토바고
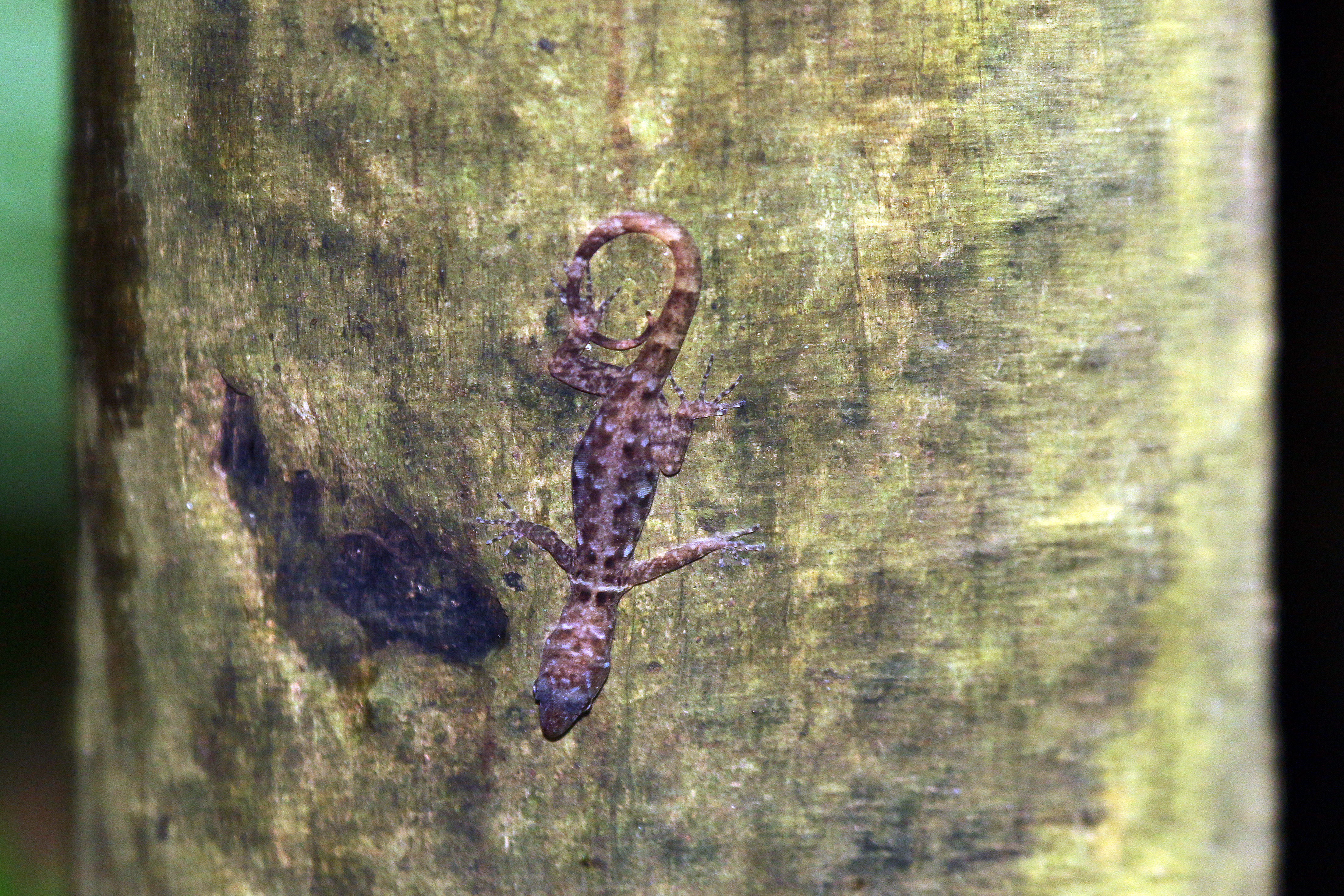
눈알무늬도마뱀붙이 암컷, 소토바고

## 식성
딸보도마뱀붙이속은 대부분 굉장히 작은 절지류를 먹는다.

## 번식
알무더기는 하나의 알로 이루어지며, 대부분의 종은 해마다 두세 번 알을 낳고, 몇몇은 공동 산란 장소를 활용한다.

## 서식지
대부분의 종은 습한 열대삼림에, 몇몇은 따뜻한 저지대에, 나머지는 시원한 지역에 서식하며, 소수의 종들은 더 개방된, 삼림 경계 지역의 좀 더 건조한 서식지, 열대 건조 계절 삼림, 덤불 우림에 서식한다. 어떤 종들(대개 좀 더 건조한 곳에 서식하는 종들)은 좀 더 넓게 트인 사람의 손길이 닿은 환경에서조차, 몇몇 경우에는 고도로 도시화된 지역에 서식한다. 딸보도마뱀속의 종들은 활동 시간의 대부분을 지면에서 지면 위 0.6m (때로는 2 - 3m) 에 이르는 곳의 나무줄기, 그루터기, 통나무, 때때로는 바위, 혹은 인간 거주지에 있다면 벽과 집 따위의 앉아있을만한 곳에 수직으로, 혹은 거의 수직으로 어디든 앉아있다. 강렬한 햇빛을 받아가며 앉는 일은 드물고, 햇볕을 쬐러 나오지는 않으며, 대부분 그늘이나 직사광선이 덜 내리쬐는 곳을 선호한다.

## 지리학적 분포
딸보도마뱀붙이속의 종은 멕시코 남부, 쿠바섬, 히스파니올라섬, 자메이카, 그레나딘 제도의 유니언섬, 등의 몇몇 카리브해의 섬들 따위의 중앙아메리카, 페루, 콜롬비아, 에쿠아도르, 볼리비아, 기아나, 프랑스령 기아나, 수리남, 브라질의 일부, 베네수엘라, 트리니다드 토바고의 섬들, 남아메리카 북부 해안가의 몇몇 섬들 따위의 남아메리카 북부에서 발견된다.

## 도입종
한 종은 갈라파고스 제도에, 한 종은 플로리다주에 사람을 통해 도입되었다. 게다가 어떤 종들은 인류행동(human activity)을 통해 대략적인 범위 안의, 이전에는 분포하지 않았던 다양한 지역에 옮겨졌다.

## 하위
다음의 31 개 종이 유효하다고 인정받았다. 몇몇 아종 또한 목록에 올랐다.
- Gonatodes albogularis (A.M.C. Duméril & Bibron, 1836) – yellow-headed gecko
  - Gonatodes albogularis albogularis (A.M.C. Duméril & Bibron, 1836)
  - Gonatodes albogularis bodinii Rivero-Blanco, 1968
  - Gonatodes albogularis notatus (J.T. Reinhardt & Lütken, 1862)
- Gonatodes alexandermendesi Cole & Kok, 2006
- Gonatodes annularis Boulenger, 1887 – annulated gecko
- Gonatodes antillensis (Lidth de Jeude, 1887) – Antilles gecko
- Gonatodes astralis Schargel et al., 2010
- Gonatodes atricucullaris Noble, 1921 – Cajamarca gecko
- Gonatodes caudiscutatus (Günther, 1859) – shieldhead gecko
- Gonatodes ceciliae Donoso-Barros, 1966 – brilliant South American gecko
- Gonatodes concinnatus (O'Shaughnessy, 1881) – O'Shaughnessy's gecko
- Gonatodes daudini Powell & Henderson, 2005 – Grenadines clawed gecko, Union Island gecko[5]
- Gonatodes eladioi Nascimento et al., 1987 – South American gecko
- Gonatodes falconensis Shreve, 1947 – Estado Falcon gecko
- Gonatodes hasemani Griffin, 1917 – Haseman's gecko[5]
- Gonatodes humeralis (Guichenot, 1855) – Trinidad gecko
- Gonatodes infernalis Rivas & Schargel, 2008
- Gonatodes lichenosus Rojas-Runjaic et al., 2010 - Perijá lichen gecko
- Gonatodes ligiae Donoso-Barros, 1967
- Gonatodes nascimentoi Sturaro & Ávila-Pires, 2011
- Gonatodes naufragus Rivas et al., 2013
- Gonatodes ocellatus (Gray, 1831) – eyespot gecko
- Gonatodes petersi Donoso-Barros, 1967 – Peters's gecko[5]
- Gonatodes purpurogularis Esqueda, 2004
- Gonatodes rayito Schargel, Rivas, Garcia-Perez, Rivero-Blanco, Chippindale, & Fujita, 2017
- Gonatodes riveroi Sturaro & Avila-Pires, 2011
- Gonatodes rozei Rivero-Blanco & Schargel, 2012 - Roze’s gecko
- Gonatodes seigliei Donoso-Barros, 1966 – Estados Sucre gecko
- Gonatodes superciliaris Barrio-Amorós & Brewer-Carías, 2008 - Sarisariñama Forest gecko
- Gonatodes taniae Roze, 1963 – Estado Aragua gecko
- Gonatodes tapajonicus Rodrigues, 1980 – Pará gecko
- Gonatodes timidus Kok, 2011[6]
- Gonatodes vittatus (Lichtenstein, 1856) – Wiegmann's striped gecko

주의사항: 삽입어구의 이명 명명자(en:Binominal nomenclature)는 원래 해당 종을 속(Gonatodes)과는 다른 속에 속한 것으로 기술했을지도 모른다.

## 참고 문헌
- Fitzinger L (1843). Systema Reptilium, Fasciculus Primus, Amblyglossae. Vienna: Braumüller & Seidel. 106 pp. + indices. (Gonatodes, new genus, pp. 18, 90-91). (in Latin).